# マク・ホン・クアン
マク・ホン・クアン（莫紅君、ベトナム語：Mạc Hồng Quân / 莫紅君、1992年1月1日 - ）は、チェコ出身のサッカー選手。ベトナム代表ミッドフィルダー。

## 経歴
チェコで生まれる。チェコ4部リーグのFKタホフの下部組織で育つ。15歳の時にチェコリーグのACスパルタ・プラハの下部組織に所属チームを移す。また、U-16チェコ代表にも選出された。19歳になると、ACスパルタ・プラハのセカンドチームであるACスパルタ・プラハB(チェコ3部リーグ)に昇格する。また、同時にU-22ベトナム代表にも選出された。2013年1月にUAE代表とのアジアカップ予選の試合でベトナム代表に初招集される。

## 代表歴
- ベトナム代表 2013-（1試合0得点）
  - アジアカップ予選